# The Circle of Life
The Circle of Life è il quarto album in studio della band tedesca power metal Freedom Call.

## Tracce
1. Mother Earth – 4:31
2. Carry On – 3:30
3. The Rhythm of Life – 3:41
4. Hunting High and Low – 4:00
5. Starlight – 3:41
6. The Gathering – 1:24
7. Kings & Queens – 3:48
8. Hero Nation – 4:55
9. High Enough – 5:48
10. Starchild – 5:11
11. The Eternal Flame – 4:25
12. The Circle of Life – 5:56

## Formazione
- Chris Bay – voce, chitarra, tastiera
- Cédric Dupont – chitarra
- Ilker Ersin – basso
- Nils Neumann – tastiera
- Dan Zimmermann – batteria